# カンムリタケ
カンムリタケ（冠茸、Mitrula paludosa、学名: Mitrula paludosa）は、ヘミファキジウム科カンムリタケ属に属する小型のキノコ（子囊菌）。別名カムリタケ。食用不適。

## 分布・生態
温帯に分布するキノコで、日本の北海道、本州、四国およびヨーロッパ、北アメリカなどに分布する。
落葉分解菌。早春から初夏、および秋に、雑木林内の湿地や湿原、浅い水流に沿って、散生または大きな群落をつくって発生する。同じ群落が長期間にわたって子実体をつくりつづける傾向がある。水中の朽ちた落葉や細い落枝から生じる。

## 形態
子実体は頭部と柄からなり、高さは2 - 6センチメートル (cm) 。全体はややゼラチン質で軟らかい。頭部は類球形から楕円形または倒卵形など多様で、径は5 - 20 × 4 - 10ミリメートル (mm) 、黄色から橙黄色。頭部の表面は滑らかで、下部は少し窪み、ゼラチン質である。
柄は中空で細長い円柱状で、真直またはやや湾曲し、長さ1.5 - 4 cm、太さは1 - 3 mm。柄の表面は滑らかで、透明感のある白色から帯黄色。頭部と柄の境界は明瞭である。湿っているときは、粘性を帯びて透明となる。
側糸は糸状で、径1.5 - 2.5マイクロメートル (μm) 、分岐し無色、隔壁があり、頂部はやや棍棒状に膨れる。子囊胞子は10 - 18 × 2 - 4 μmの円筒形から類紡錘形で、無色、ふつう隔膜はなく1室であるが、成熟するとしばしば隔壁を生じて2細胞になる。

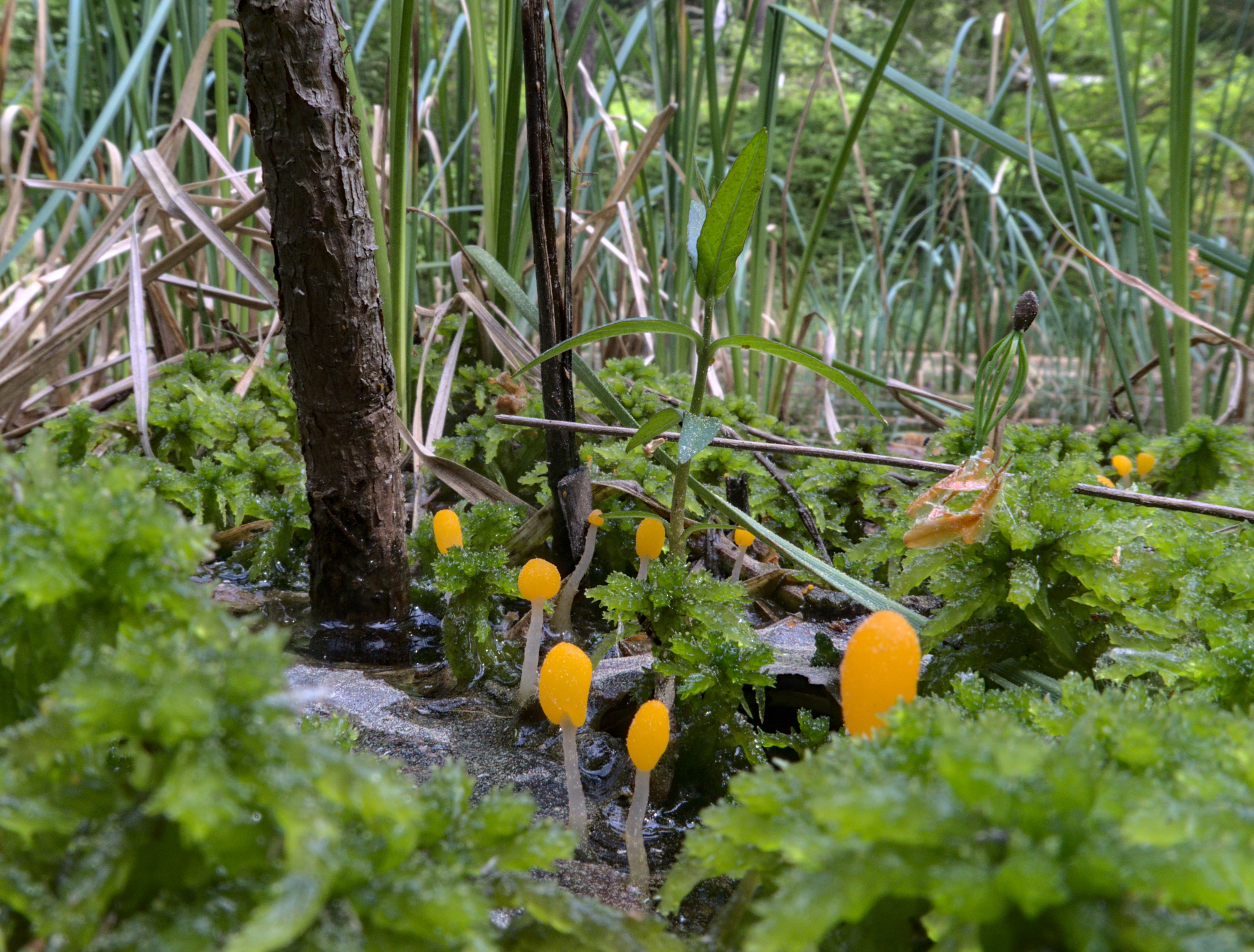
水辺に群生する
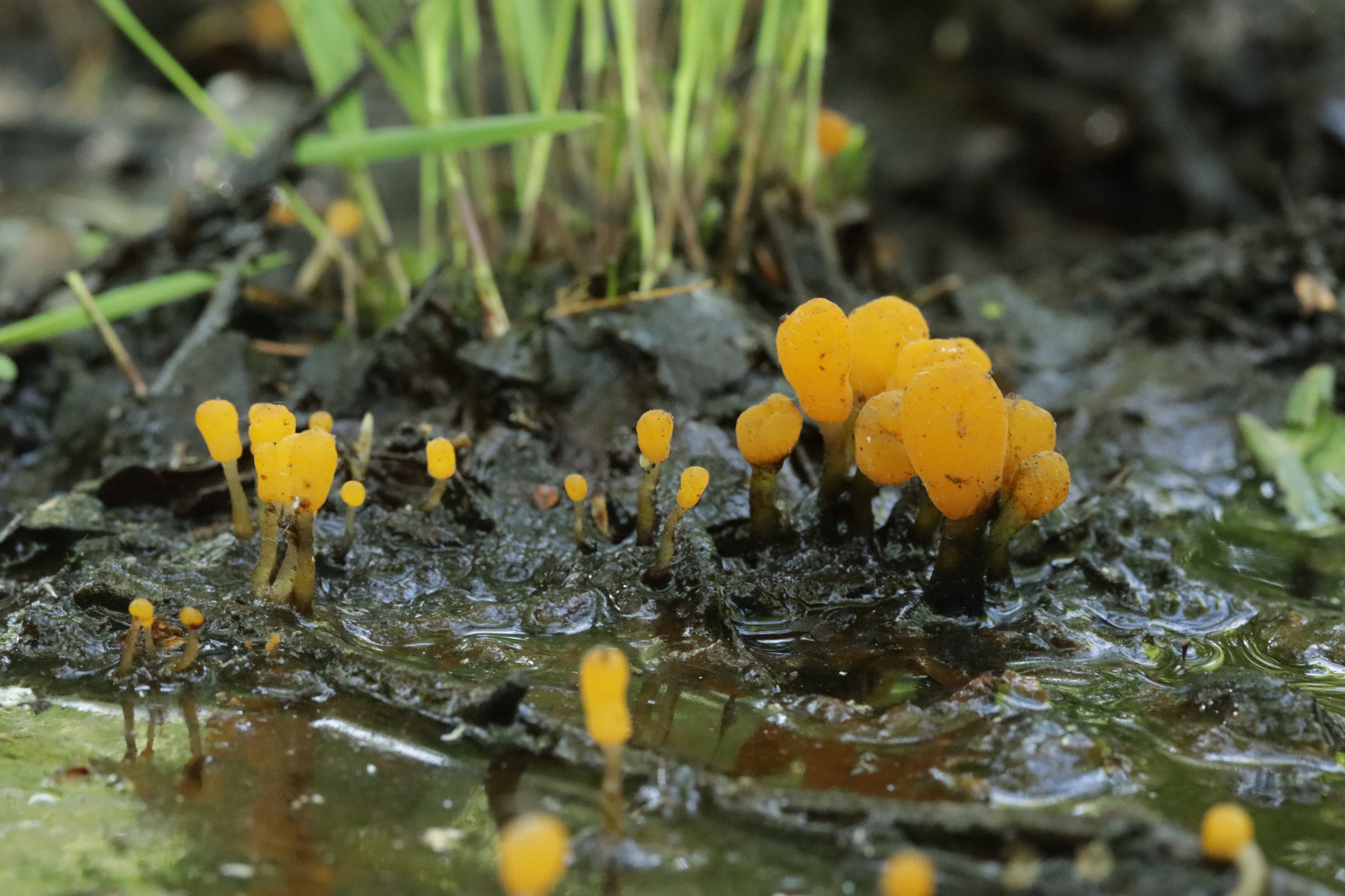
頭部は大きさも形もさまざま
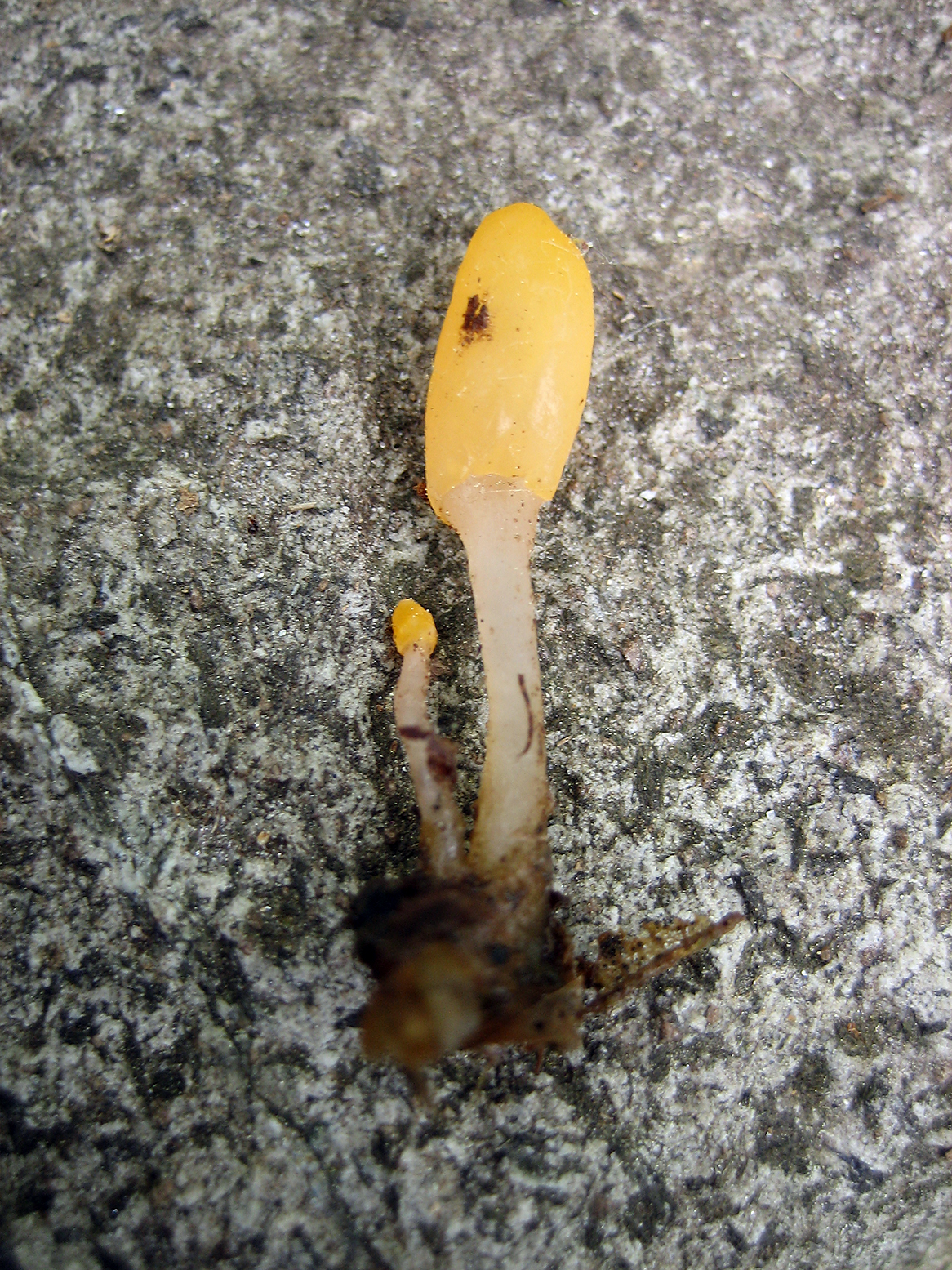
頭部は黄色、柄は透明感ある白色で、境界は明瞭

## 類似する種
水辺の水中から生える黄色で小型のキノコとしては、他にピンタケ（Vibrissea truncorum）がある。